# Подольское (Немировский район)
Подольское (укр. Подільське; до 1939 года Рачки, укр. Рачки, до 2016 год Ки́рово до 2019 г. — Рачки) — село на Украине, находится в Немировском районе Винницкой области.
Население по переписи 2001 года составляет 1452 человека. Почтовый индекс — 22833. Телефонный код — 4331.
Занимает площадь 6,28 км².

## Адрес местного совета
22833, Винницкая область, Немировский р-н, с. Рачки